# Norðanfyri Lokkaskarð
Norðanfyri Lokkaskarð è una montagna, alta 772 metri sul mare, dell'isola di Borðoy, situata nell'arcipelago delle Isole Fær Øer, in Danimarca.
È la diciassettesima montagna, per altezza, dell'intero arcipelago, e la più alta dell'isola.